# Jeff Louder
Jeff Louder (Salt Lake City, Utah, 8 de diciembre de 1977) es un ciclista estadounidense.
Fue profesional desde 2000 cuando debutó con el equipo Tönissteiner-Colnago. En 2008 fichó por el BMC Racing Team y luego de tres años pasó al UnitedHealthcare Pro Cycling Team. Se retiró al finalizar el año 2014.

## Palmarés
2004
- 1 etapa de la Vuelta al Lago Qinghai

2005
- 2.º en el Campeonato de Estados Unidos Contrarreloj

2009
- 3.º en el Campeonato de Estados Unidos en Ruta

## Resultados en Grandes Vueltas y Campeonatos del Mundo
| Carrera         | Carrera         | 2000 | 2001 | 2002  | 2003 | 2004 | 2005 | 2006 | 2007 | 2008 | 2009 | 2010 | 2011  | 2012 | 2013 | 2014 |
| --------------- | --------------- | ---- | ---- | ----- | ---- | ---- | ---- | ---- | ---- | ---- | ---- | ---- | ----- | ---- | ---- | ---- |
|                 | Giro de Italia  | —    | —    | —     | —    | —    | —    | —    | —    | —    | —    | Ab.  | —     | —    | —    | —    |
|                 | Tour de Francia | —    | —    | —     | —    | —    | —    | —    | —    | —    | —    | —    | —     | —    | —    | —    |
|                 | Vuelta a España | —    | —    | —     | —    | —    | —    | —    | —    | —    | —    | —    | —     | —    | —    | —    |
| Mundial en Ruta | Mundial en Ruta | —    | —    | 168.º | —    | —    | —    | —    | —    | —    | —    | —    | 173.º | —    | —    | —    |

—: no participa
Ab.: abandono

## Equipos
- Colnago (2000)
  - Tönissteiner-Colnago (2000)
  - Landbouwkrediet-Colnago (2001-2002)
- Navigators Insurance Cycling Team (2003-2005)
- Health Net presented by Maxxis (2006-2007)
- BMC Racing Team (2008-2011)
- UnitedHealthcare Pro Cycling Team (2012-2014)